# عديد السكاريد الخارجي
عديد السكاريد الخارجي هي بوليمرات عالية الوزن الجزيئي تتألف من مخلفات السكر ويتم إفرازها بواسطة الكائنات الحية الدقيقة إلى البيئة المحيطة. تقوم الكائنات الحية الدقيقة بتخليق مجموعة كبيرة من عديد السكاريد متعددة الوظائف بما في ذلك عديد السكاريد داخل الخلايا وعديد السكاريد البنيوية وعديد السكاريد خارج الخلايا أو ما يعرف باسم عديد السكاريد الخارجي (EPS). ويتألف عديد السكاريد الخارجي بشكل عام من السكريات الأحادية وبعض البدائل غير الكربوهيدراتية (مثل الأسيتات والبيروفات والسكسينات والفوسفات). ونظرًا للتنوع الواسع في تكوينها، يمكن استخدام عديد السكاريد الخارجي في تطبيقات متنوعة في مختلف الصناعات الغذائية والدوائية. وتوفر الكثير من عديد السكاريد الخارجية خصائص مطابقة تقريبًا لـالصمغ المستخدم حاليًا. ومن خلال استخدام مناهج مبتكرة، هناك جهود تجري حاليًا لكي يتم استبدال الصمغ النباتي والطحلبي المستخدم بصورة تقليدية بنظائره الميكروبية. علاوة على ذلك، تم إحراز تقدم كبير في اكتشاف وتطوير عديد سكاريد خارجي ميكروبي جديد يتمتع بأهمية صناعية جديدة.

## الوظيفة
هناك فوائد حسية لعديد السكاريد الخارجي الخاص ببكتيريا حمض اللاكتيك وهناك دليل على الخصائص الصحية التي يمكن أن تُعزى إلى عديد السكاريد الخارجي من بكتيريا حمض اللاكتيك.
ويمكن لعديد السكاريد الخارجي المحفظي حماية البكتيريا المسببة للأمراض، كما يسهم فيما تسببه هذه البكتيريا من أمراض. ويمكن أن يكون الوسيط في عملية ربط البكتيريا المثبتة للنيتروجين بجذور النباتات وجزيئات التربة، الأمر الذي يُعتبر هامًا لرسوخ الريزوسفير (المنطقة الملاصقة لجذور النباتات) والجذور ولعدوى النباتات، هو عديد السكاريد الخارجي. ومن الأمثلة على الاستخدام الصناعي لعديد السكاريد الخارجي هو استخدام دكستران في الخبز المحلى وغيره من أنواع الخبز في قطاع صناعة الحلويات والخبز. كذلك يلعب عديد السكاريد الخارجي دورًا هامًا في الإصابة بالعدوى اللبية.

## القائمة

Succinoglycan من Sinorhizobium meliloti

- أسيتان (بكتيريا أم الخل (Acetobacter xylinum))
- الجينات (البكتيريا الآزوتية (Azotobacter vinelandii))
- السيلولوز (بكتيريا أم الخل (Acetobacter xylinum))
- الكيتوزان (رتبة العفونيات (موكوريات spp.))
- كيردلان (المقلية البرازية (Alcaligenes faecalis var. myxogenes)
- سيكلوزفوران (رتبة الأجرعية (أجرعية spp.) ورتبة المستجذرة (مستجذرة spp.) ورتبة المستصفرة (مستصفرة spp.))
- دكستران (النُّسْتُقَةُ المَساريقِيَّة (Leuconostoc mesenteroides) والنُّسْتُقَةُ الدِّكْسترانِيَّة (Leuconostoc dextranicum) والمُلَبِّنَةُ (Lactobacillus hilgardii))
- إيمولسان (الرَّاكِدَة (Acinetobacter calcoaceticus))
- عديد السكاريد الخارجي اللبني السكري (رتبة المُنْتَصِلَة (Achromobacter spp.) والأَجْرَعِيَّة (Agrobacterium radiobacter) والزائفة الهامشية (Pseudomonas marginalis) ورتبة المستجذرة (Rhizobium spp.) ورتبة الحيوانات الدبقة (Zooglea' spp.)
- جيلان (Aureomonas elodea وSphingomonas paucimobilis)
- جلوكورونان (Sinorhizobium meliloti)
- ن-أسيتيل-الجلوكوزامين (Staphylococcus epidermidis)
- ن-أسيتيل-هيباروسان (Escherichia coli)
- حمض الهيالورونيك (Streptococcus equi)
- إنديكان (Beijerinckia indica)
- كيفيران (Lactobacillus hilgardii)
- لينتينان (Lentinus elodes)
- الليفان (Alcaligenes viscosus وZymomonas mobilis وBacillus subtilis)
- بولولان (Aureobasidium pullulans)
- سكليروجلوكان (Sclerotium rolfsii وSclerotium delfinii وSclerotium glucanicum)
- شيزوفيلان (Schizophylum commune)
- ستيوارتن (Pantoea stewartii subsp. stewartii)
- succinoglycan]] (Alcaligenes faecalis var myxogenes, Sinorhizobium meliloti]])
- مستصفرة مرجية (Xanthomonas campestris)
- ويلان (Alcaligenes spp.)